# Concentrate
Concentrate was een Nederlands YouTube-kanaal. Het kanaal werd in 2015 opgericht door RTL om in te spelen op de verschuiving onder jongeren van traditionele media naar digitale media. De presentatie van het kanaal was in handen van diverse bekende namen in de YouTube-wereld die elkaar in van loop der tijd afwisselen, enkele bekende (oud)-presentatoren zijn Kaj Gorgels, Stefan Jurriens en Monica Geuze.
De eerste video werd op 14 september 2015 online gezet. De laatste video verscheen op 13 januari 2020.

## Presentatie
De presentatie van het kanaal was in handen van een groep presentatoren, die elkaar vaak in afleveringen afwisselden of tegen elkaar gingen strijden. De originele presentatie was in handen van Kaj van der Ree, Monica Geuze, Bobbie Bodt en Thomas Cox. In april 2016 werd de originele groep uitgebreid met Kaj Gorgels en Nanne Meijer. 
Tot het voorjaar van 2017 bleef deze groep presentatoren ongewijzigd totdat in mei 2017 aangekondigd werd dat Concentrate een doorstart zou maken. Het logo en de stijl van het kanaal en de video's werden aangepast. Daarnaast stopte presentatoren Monica Geuze en Nanne Meijer, zij werden vervangen door Stefan Jurriens, Nesim El Ahmadi en Holly Mae Brood. In het najaar van 2018 zijn meerdere presentatoren niet meer te zien op het kanaal.
Aan het begin van 2019 waren Kaj van der Ree, Kaj Gorgels en Nesim El Ahmadi de enige die nog van de oude garden als presentatoren te zien, daarnaast keerde presentatrice Monica Geuze in het voorjaar van 2019 terug. In de zomer van 2019 werden Qucee, Sophie Milzink en Marije Zuurveld als nieuwe presentatoren toegevoegd. 
Nadat presentator Kaj van der Ree in het voorjaar van 2020 beschuldigt werd van seksueel overschrijdend gedrag besloot RTL hem geen nieuwe opdrachten te geven waardoor hij niet terugkeerde in 2020 als presentator. Zijn laatste video bij Concentrate was in 2019 te zien.
De afleveringen met de presentatoren stopte eind 2019, in januari 2020 verschenen nog een aantal video's zonder presentator.

### Presentatoren
- Monica Geuze (2015-2017, 2019)
- Bobbie Bodt (2015-2018)
- Thomas Cox (2015-2018)
- Kaj van der Ree (2015-2019)
- Nanne Meijer (2016-2017)
- Kaj Gorgels (2016-2019)
- Stefan Jurriens (2017-2018)
- Holly Mae Brood (2017-2018)
- Nesim El Ahmadi (2017-2019)
- Qucee (2019)
- Sophie Milzink (2019)
- Marije Zuurveld (2019)

Concentrate Bold
- Kelvin Boerma (2017)
- Kaj van der Ree (2017-2018)
- Niels Oosthoek (2017-2019)
- JayJay Boske (2017-2019)
- Iris Enthoven (2017-2019)
- Rijk Hofman (2017-2019)

Concentrate Velvet
- Bibi Breijman (2016-2017)
- Fred van Leer (2017-2018)
- Iris Enthoven (2017-2019)
- Sophie Milzink (2017-2019)
- Marije Zuurveld (2017-2019)
- Nina Warink (2018-2019)

## Series
In de begin periode van Concentrate werd er niet gefocust op het maken van verschillende series maar bestond het kanaal meer uit losstaande video's. Sinds najaar 2015 is het kanaal zich meer gaan focussen om structuur aan te brengen en te werken met diverse series. Sinds 2016 zijn de series op het kanaal meer te vergelijken met televisieprogramma's, wel oogt de kwaliteit iets lager doordat er minder budget is omdat het online content is. Bij Concentrate zijn diverse programma's gemaakt en wordt er makkelijk geëxperimenteerd met nieuwe series: wanneer een nieuwe serie niet beviel stopte deze na een paar afleveringen. Hieronder een overzicht van de bekendste series die op het kanaal te zien zijn geweest:
| Jaar      | Serie                   | Omschrijving |
| --------- | ----------------------- | --- |
| 2015-2016 | Concentrate Live        | een live uitzending waarin de presentatoren nieuws met relevante bekende gasten bespreekt. |
| 2015-2016 | Style20                 | een serie waarin de presentatoren elke aflevering een opdracht uit gaan voeren waaronder tegen elkaar boksen, wie kan de lelijkste kersttrui maken en wie kan het beste indoorskydiven. |
| 2015-2016 | Concentrate E           | elke aflevering geven de presentatoren elkaar een make-over in verschillende thema's waaronder Harry Potter en gabber. |
| 2016      | Concentrate op vakantie | de presentatoren worden in deze realityserie gevolgd tijdens hun gezamenlijke wintersport vakantie. |
| 2016      | The mix up              | de presentatoren ruilen voor een dag hun leven met een bekende Nederlander waaronder Catherine Keyl en Henny Huisman. |
| 2016-2018 | Zie ze liegen           | in deze serie wordt elke aflevering een bekende Nederlander, waaronder Famke Louise, Michella Kox en Fred van Leer, aan een leugendetector gebonden. De presentatoren stellen vervolgens diverse pikante vragen die uiteenlopen van drugs tot seks. |
| 2017      | Waggies en winnaars     | elke aflevering worden de presentatoren verdeeld in twee teams en moeten binnen een bepaalde tijd zoveel mogelijk opdrachten uitvoeren om punten te scoren. |
| 2017      | Wat te doen met je poen | voor elke weergaven op de video krijgen zij een halve cent, dit totaal bedrag kan oplopen tot 400 euro. Dit geld moeten ze elke aflevering opmaken, dit moeten ze op een leuke manier doen zodat er meer mensen naar de video kijken en ze de volgende aflevering een groter budget hebben. |
| 2017      | Who's hangin'           | de presentatoren moeten proberen zo lang mogelijk iemand aan de telefoon te houden terwijl ze een lijst me opgegeven woorden in het gesprek proberen te verwerken. |
| 2017      | Blindspot               | elke aflevering wordt een presentator geblinddoekt, vervolgens gaat de blinddoek af en moeten ze op die locatie hun opdracht uitvoeren. Zoals optreden tijdens een liveshow van Idols en een horror hotel betreden. |
| 2017-2018 | Summerfight             | de presentatoren verblijven met bekende gasten in een villa in het buitenland waarin ze verschillende opdrachten tegen elkaar uit moeten gaan voeren. |
| 2017-2019 | Nachtbrakers            | elke aflevering wordt een bekende gast in de nacht wakker gemaakt door twee presentatoren die beide iets origineels hebben bedacht om te gaan doen, denk hierbij aan bungeejumpen of taarten bakken. De gast moet een van de twee plannen van de presentator kiezen, de gekozen plan wint de aflevering.                                                                                                  |
| 2017-2019 | Matennaaiers            | elke aflevering wordt een bekende Nederlander in de maling genomen, serie is te vergelijken met het televisieprogramma Bananasplit. |
| 2018      | Judge me niet           | elke aflevering wordt een bekentenis gedaan en verschillende bekende gasten moeten aangeven wie ze denken van wie de bekentenis komt. Daarnaast moeten ze een lijst maken van wie bijvoorbeeld de meeste blauwtjes loopt. De serie is te vergelijken met het televisieprogramma Ranking the Stars. Nadat Concentrate stopte werd er een nieuw seizoen van deze serie gemaakt en uitgezonden via Videoland |
| 2018      | Kuuroord Kaj & Kaj      | twee bekende Nederlanders gaan samen met twee presentatoren 24 uur offline in een kuuroord waarin ze diepe gesprekken met elkaar voeren. |
| 2019      | Down... of the crown?   | in de serie gaan twee teams tegen elkaar strijden aan de hand van vragen en opdrachten in de trant van YouTube. |
| 2019-2020 | Juicy Details           | in de serie vertellen bekende Nederlanders de informatie achter hun spraakmakende Instagram-berichten |

## Trivia
- De serie Zie ze liegen die van 2016 tot 2018 uitgezonden werd door het kanaal behaalde meerdere malen de landelijke media omdat meerdere mensen vonden dat de vragen die ze in de serie stelde ongepast waren. Zo werd aan de toen 18-jarige Famke Louise gevraagd: "Ben je weleens in je reet geneukt".[14][15]
- Op 26 mei 2017 kwam van dezelfde makers een nieuw YouTube-kanaal online onder de naam Concentrate Velvet, dit is een spin-off die zich focust op meiden als doelgroep. Op dit kanaal zijn andere presentatoren te zien.
- Op 26 juni 2017 kwam er wederom een nieuw YouTube-kanaal van hen ditmaal onder de naam Concentrate Bold, dit is een spin-off die zich focust op jongens als doelgroep. Op dit kanaal zijn andere presentatoren te zien.